# Harántpólya
Névváltozatok:
galand (Nyáry 73. vö. cölöp), jobb-bal harántgerenda (Turul 1895/1. 9.), jobbharánt gerenda (Forgon 606., Gudenus I. 226.), haránt gerenda (oblique ductae et paralelle locatae trabes) (Gudenus I. 306.), rézsútos gerenda (Gudenus I. 218.), öv (Nagy Iván II. 199.), öv (baltheus) (Nagy Iván II. 276.), két rézsútos fekete csikolat (duobus baradis nigres) (Nagy Iván V. 51.), rézsutos csikolat (Nagy III. 7.), rézsutos csikolat, schräge balken (Nagy Iván III. 7.), rézsút szalag (Nagy Iván II. 201.), jobbról rézsut lenyuló csikolat (Nagy Iván III. 315.), jobbról balra rézsutosan lefelé menő szalag (Nagy Iván I. 68.), jobb oldalról lefelé huzott szalag (Nagy Iván I. 129.), jobbról balra rézsútosan út (via oblique strata) (Nagy Iván V. 130.), jobbról balra harántosan levonuló szelemen (Nagy Iván V. 324.), jobbról balra rézsutosan vont szelemen (Nagy Iván V. 329.), jobbról balra rézsutosan levonuló szelemen (Nagy Iván V. 370.), jobbról balra rézsutos út vonul át (Nagy Iván V. 371.), jobbról balra rézsútosan menő vonal (Nagy Iván VII. 76.), jobb oldali felső szögletből rézsút egy folyam-öv vonul le (baltheo diagonali dextero sive argenteo flumine) [hullámos ezüst harántpólya] (Nagy Iván II. 199., II. 198.), jobbról balra rézsútosan vonuló csikolat (Nagy Iván V. 22.), jobbról rézsút arany szalag (Nagy Iván II. 201.), jobbról rézsutosan szelemen (balken) (Nagy Iván III. 50.), rézsutos pólya (Nagy Iván IX. 398.), harántgerenda (Gudenus I. 149.), ferde pólya (Gudenus I. 198.), rézsutosan csíkolt pólya (fascia) (Nagy Iván X. 160.)
fr: bande, en: bend, de: Schrägbalken, cs: břevno pokosem, hu.la: fascia (Nagy Iván IV. 304.), gr-la: baltheus dextrus, baltheus sinistrus (Spener 1717, 130. l.)   
Rövidítések
A harántpólya heraldikai fogalom: olyan átlós mesteralak, mely a pajzs jobbfelső sarkából indul a bal alsó sarok felé és a pajzs magasságának 1/3-át, más definíció szerint 2/7-ét foglalja el. Több harántpólya esetén ezek az arányok módosulnak. Legh és más régi angol heraldikusok szerint szélessége a pajzsmagasság egyharmada, ha díszített, egyébként a pajzsmagasság egyötödét teszi ki.
A páros számú osztóvonal által létrejövő mezők közül a két szélsőnek egyforma színűnek kell lennie, különben nem (egy szokványos) mesteralak, hanem szelt pajzs jön létre. Háromszor, ötször stb. szelt pajzsról van szó akkor is, ha csak két borítás fordul elő, de az osztóvonalak száma páratlan.  

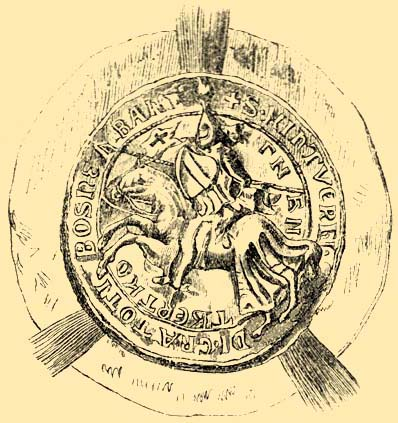
Harántpólya Tvrtko István boszniai bán (1353-1376) lovaspecsétjének pajzsán

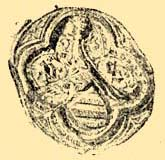
Három harántpólya Ozorai Pipo pecsétjében

Általában mind a két vége érintkezik a pajzs szélével. Ha egyik végén sem érinti a pajzsot, a harántpólya lebegő. Nemcsak egyenes, hanem mindenféle görbe és szögletes vonalakkal meg lehet rajzolva. (Lásd erre az osztóvonal címszót.) A megkülönböztető jegyei szerint a harántpólya lehet lékelt, egyik végén hegyes, stb. Helyzete szerint feltolt (a harántpólya helye fölötti) vagy süllyesztett harántpólya (a harántpólya helye alatt elhelyezkező), más címerábrákkal díszített stb. Változata a harántszalag (egyes szerzőknél harántfonál) [en: bendlet, garter, gartier], mely félszélességű harántpólya, a pajzsszélesség 1/6-a és a harántfonál, mely egyharmad szélességű harántpólya (az angol heraldikában egynegyedni harántpólya), a pajzsszélesség 1/12-e, valamint az angol heraldikában a cérna [en: riband], a harántpólya nyolcada. Ennél kisebb osztási fok már értelmetlen. Ha a harántpólyák az egész pajzsot befedik, harántpólyázott a neve. Páratlan számú osztóvonal és/vagy kettőnél több borítás esetén a pajzs szelt vagy harántolt.

## A harántpólya használata
A harántpólya már a preheraldikus korban, a Bayeux-i faliszőnyegen is előfordul. A régi heraldikusok úgy tartották, hogy eredete az övre [en: belt, baudrick, baldrick, la: baltheus, cingulum militare] megy vissza, mely egykor a lovagság jele volt, míg más heraldikusok a mászólétrára vezették vissza.
Az angol heraldika egyik leggyakoribb meteralakja. A magyar heraldikában nem tartozik a leggyakoribb mesteralakok közé. A Roskoványi család egyik 18. századi címerváltozatában kék alapon három ezüst hullámos harántpólya van. Csergheő Géza szerint a pajzsban látható agancskezű fiú eredetileg sisakdísz volt, míg a pajzsban csak a harántpólyákat rajzolták meg. A harántpólya a felső sarok alá is el lehet tolva.

### Alaptípusok

Hárommázú alap. Mivel a mezőkben a két szélső mező nem egyforma és ott három máz található, nem harántpólyáról, hanem hárommázú alapról van szó
Harántpólya (a pajzs szélességének 1/3-a vagy 2/7-e lehet)
Harántszalag (a pajzs szélességének 1/6-a, azaz félszélességű harántpólya, néha helytelenül harántfonálként is szerepel)
Harántfonál (a pajzs szélességének 1/12-e, azaz félszélességű harántszalag)
Széles harántpólya Bern címerében

### Megkülönböztető jegyek

#### Szám

Két harántpólya (ikerharántpólya, fr: deux bandes)
Három harántpólya (pontosabban harántszalag)

#### Hozzáadott jegyek
A hozzáadott jegyek a számmal és díszítéssel egymás között is kombinálódhatnak. Készíhető például két vörös, aranyliliomokkal bevetett, lékelt hullámos lebegő feltolt harántpólya is.

##### Külön jegyek
A különféle vonalakkal megrajzolt lehetséges harántpólyákra lásd az osztóvonal címszót.

Csúsztatottormós harántpólya
Lépcsős harántpólya
Rutás ikerharántpólya (harántpólyásan elhelyezett két rutasorként is értelmezhető, fr: deux bandes de losanges)
Rutás harántpólya (értelmezhető 3 harántpólyás helyzetű rutaként is, fr: bande de trois losanges)
Hermelin alapon rutás harántpólya

##### Helyzet

Süllyesztett harántpólya
Feltolt harántpólya
Feltolt ikerharántpólya

#### Kiegészítő jegyek

Felül hegyes harántpólya
Léces (fr: coticée) harántpólya

##### Díszítés és szerkezeti viszonyok

Három harántpólya. A ráma a mellék-címerábra (a család egyik ágának megkülönböztetésére szolgál)
Alerionokkal díszített harántpólya. A fő mesteralak a pólya, nem az alerionok, melyek alkalmazkodnak a harántpólya geometriájához
A fő mesteralak a pólya
Léces harántpólya. A fő mesteralak a pólya, nem az oroszlánok
Ezüst bizánciakkal díszített harántpólya. A fő mesteralak a harántpólya, mert a bizánciak csak a díszítés részét képezik
Kék alapon arany darabokkal bevetett ezüst harántpólya (a fő mesteralak a harántpólya)
A fő mesteralak a harántszalag. A harántsakkozás alap. Ezért ez a címer a kétféle borítású alapok kategóriájába tartozik (Címerhatározó/EGY/K/M/hbp)
A fő mesteralak a harántpólya, mert ez van középen, domináns helyzetben és erre nincs ráhelyezve a mellék-címerábra, a pajzsfő (ha a két mesteralakot nem választja el osztóvonal és azonos a színük, az ilyen mesteralak neve pajzsfő-harántpólya)
A három pólya itt mellék-címerábra, mert a fő címerábra a pajzsfő mindegyikre rá van helyezve, ezért az a domináns
A fő címerábra itt a liliom, egyrészt mert nem alkalmazkodik a harántszalag geometriájához, másrészt azért, mert a harántszalag (fr: cotice) itt csak a család ágainak megkülönböztetésére szolgáló mellékjegy (fr: brisure)
A fő címerábra itt a liliomokkal bevetett mező (ez az eredeti családi címer)
A fő mesteralak a kétfejű sas
A fő mesteralak a kereszt
A fő mesteralak a dupla mankósvonallal lécezett harántpólya (fr: la bande d'argent, cotoyée de deux cotices d'or), a tornagallér csak mellék-címerábra, annak ellenére, hogy nem alkalmazkodik a harántpólya geometriájához, mert ugyanúgy a család ágainak elkülönítésére szolgáló mellékjegy, mint az előbbi esetekben a harántszalag.
A fő mesteralak a hat ablakruta, mert dominánsak, rá vannak helyezve a harántpólyára és nem alkalmazkodnak annak geometriájához
A fő mesteralak a három ruta, mert nem alkalmazkodnak a harántszalag geometriájához
Ezüst-fekete evetezett alapon a fő mesteralak a harántszalag

##### Borítás

Damaszkolt ezüst harántpólya (a címerleírás és a címerhatározás szempontjából a damaszkolás irreleváns)
Szarufázott harántpólya (kétféle borítású)